# Lễ đổ đầu (người Chăm)
Lễ đổ đầu tiếng Chăm Quoai chơ ruh a kơh là một nghi lễ của người đồng bào dân tộc Chăm H'roi. Lễ để tạ ơn Giàng, thần linh đã cho mình sáng cái đầu, mạnh đôi chân, khỏe đôi tay làm ra thật nhiều lúa gạo, của cải.

## Thời gian
Hằng năm vào dịp cuối năm (25 tháng Chạp)

## Chuẩn bị
Như cúng Tất niên hàng năm của người Kinh. Mâm lễ thường là bánh trái, hoa quả, trầu cau, con gà cồ thật to luộc chín, nồi cơm gạo lúa mới, ché rượu cần thật ngon và các dụng cụ sản xuất như rìu, gùi, cuốc, nỏ... đặt ngay ngắn bên ché rượu.

## Phần lễ
Từ mờ sáng tinh mơ trong mỗi gia đình chủ nhà khấn vái trời đất thần linh xin được lên chòi rinh (kho thóc) mang lúa về nấu cơm mới, được lấy bầu nước tinh khiết từ nguồn suối mạch rừng, được cắt tiết gà cồ làm phép đổ đầu cho mỗi thành viên trong gia đình. Người Chăm H'roi cho rằng qua một năm làm lụng vất vả, kết quả mọi người đủ ăn đủ mặc là nhờ cái đầu biết tính toán trước sau. Lễ đổ đầu cốt để tạ ơn Giàng (Trời), thần linh đã cho sáng cái đầu, mạnh đôi chân, khỏe đôi tay làm ra thật nhiều lúa gạo, của cải, vật chất phục vụ cuộc sống ấm no cho gia đình, góp phần xây dựng xã hội vững mạnh.
Đèn sáp ong được thắp sáng và gắn lên cần rượu, mọi người trong gia đình ngồi nghiêm trang bên mâm lễ (nam bên trái, nữ bên phải). Ông chủ lễ (người có uy tín trong làng trong xã) vừa khấn vừa bốc một nắm gạo vãi lên cao mời Giàng Pơ kơh, Giàng Pơ sưh về tiễn năm cũ sắp hết, mừng năm mới, mừng gia đình mạnh khỏe, nhờ Giàng giúp đỡ. Thần linh phù hộ nên dân làng có được mùa màng bội thu, được no cái bụng, được xây cái nhà mới khang trang, đuổi đi cái đói nghèo. Nắm gạo thứ hai vãi lên tứ phía mời thần núi, thần sông, mời ông bà, tổ tiên, mời họ hàng Atâu về cùng với con cháu hưởng lễ đổ đầu của gia đình.
Tiếp theo, người chủ lễ lấy chén rượu có pha sẵn tiết gà tươi đổ một vài giọt lên đầu, lên trán người chủ của gia đình rồi tiếp đến là các thành viên trong gia đình với sự cầu chúc năm mới mạnh khỏe, sản xuất thật nhiều lúa gạo, nuôi nhiều trâu, bò, dê, heo, gà, vịt... mau lớn nhiều tiền.

## Kết thúc
Xong lễ gia đình họ cùng với xóm làng quây quần bên nhua chúc mừng mời nhau cần rượu, chuyện trò râm ran, nhìn lại kết quả lao động của một năm đã qua rút ra bài học kinh nghiệm bổ sung vào phương hướng kế hoạch lao động sản xuất của năm mới phải đạt được những kết quả mới. Cũng trong dịp này những gia đình năm cũ có nhiều thành tích công sức đóng góp xây dựng xóm làng, giáo dục con cái chăm chỉ học hành vâng lời cha mẹ giúp đỡ bạn bè.